# 大桑マイミ
大桑 マイミ（おおくわ マイミ、1980年7月23日 - ）は、日本のファッションモデル。神奈川県出身。レプロエンタテインメント所属。

## 略歴
学生時代、女子高生向けファッション雑誌『Cawaii!』に読者モデルとして参加したのを機に、2000年『S Cawaii!』のモデルとして本格的な活動を開始する。その後2003年から『CanCam』の専属モデルとして活動。初期は大桑真弓の名前で活動していた。2007年からは『AneCan』の専属モデルとして活動していた。
2007年暮れより、帽子の老舗「林八百吉」と共に大桑マイミオリジナルブランド「produce by Maimi Okuwa×yaokichi」を開始。2008年よりサイト名を「Cream by maimi okuwa」へと変更。
Power M（エイベックス・エンタテインメントと業務提携）に所属していたが、2012年からレプロエンタテインメントに所属。

## 人物
共に1歳下であるモデル仲間の桜井裕美、AKEMI、プラチナムプロダクション所属のタレントの宮下マオ（MAO）とは、プライベートでも親交が深い。
2014年11月12日、自身のブログで同年夏に結婚していたことを明かした。夫はドイツ人で、友人の紹介で知り合ったという。同年12月16日に第1子女児、2017年に第2子男児を出産した。

## 作品

### 映像作品
- ビデオでわかる空間図形 魔界からの挑戦状（1997年1月号、進研ゼミ）
- YOGA ルーシーダットン（2006年4月26日、avex）

## 出演

### テレビドラマ
- 炎の消防隊（1996年、テレビ朝日）
- サイコメトラーEIJI（1997年、日本テレビ）
- ゴジラアイランド（1997年、テレビ東京） - トレマ 役[10]
- Days（1998年、フジテレビ）
- オヤジぃ。（2000年、TBS）
- 美モード（2003年、サンテレビ）
- ワンナイR&R（2005年5月、フジテレビ）
- 恋するハニカミ!（2005年6月、TBS）
- 創造市場（2005年10月、テレビ朝日）
- 福岡恋愛白書（2006年2月、九州朝日放送）
- F1グランプリ（2006年、フジテレビ） - 放送開始20年目を記念し、「CanCam」とのタイアップ企画により同番組MC山田優の命を受け、彼女のメッセージをジェンソン・バトンに届けた。
- クイズ!ヘキサゴンII（フジテレビ） - 不定期出演
- 松本清張スペシャル・地方紙を買う女（2007年1月30日、日本テレビ） - ホステス 役
- 医龍-Team Medical Dragon2- - 第4話ゲスト:大鶴義丹の横の看護師 役
- ほんとにあった怖い話 夏の特別編2008「K町のマンション」（2008年8月26日、フジテレビ）
- 女神系GOLF（2008年10月 - 2009年3月、テレビ朝日）
- Style/Style（2009年3月10日・3月17日、テレビ神奈川）
- 金曜ドラマ　コンカツ・リカツ（2009年4月、NHK総合） - 月刊誌「Audrey」編集部アシスタント 副編集長 松崎るり子 役
- 月曜ゴールデン「緑川警部 vs 16時02分の路線バス」（2010年7月26日、TBS）
- 東京上級デート（2012年6月6日（＃10 新富町）・2013年12月18日（＃83 御殿山）、テレビ朝日）
- 世にも奇妙な物語 夏の特別編「何だかんだ銀座」（2022年6月18日、フジテレビ） - 成城のお金持ち 役

### 映画
- TWILIGHT FILE IV Soeur〜スール〜（2007年）
- 本日の猫事情（2007年）
- ニッポン非合法地帯! 悪鬼（2008年）
- ニッポン非合法地帯! 第二章 悪逆（2008年）
- 湾岸ミッドナイト THE MOVIE（2009年）

### ラジオ
- ルート16（2000年 - 2002年、エフエムさがみ）
- Lady Essence（2006年4月 - 、エフエム大阪）
- 懸賞ランド ※懸賞TV（2007年10月 - 、横浜エフエム放送）

### CM
- ダイワハウス（1997年）
- ミスタードーナツ（1997年）
- ブルボン 「プチ」（1998年）
- 日清食品 「ラ王」（1998年）
- Viewsic 「StationID」（2002年）
- 京都AvantiFISMY（2003年）
- 小学館 「CanCam」（2004年8月）
- ドクターシーラボ 「LaboLabo」（2005年9月）
- ドクターショール（2006年） - 堀内葉子共演。
- au　shopping mall　『Back Stage Story篇』 田中美保・土岐田麗子らと共演。

### PV
- SweetS「Sky」（2004年）

### 雑誌
- S Cawaii!（2000年 - 2003年、主婦の友社）
- CanCam（2003年 - 2007年10月号、小学館）
- AneCan（2007年 - 2009年5月号、小学館）
- CLASSY.（光文社）[1]
- VERY（光文社）[1]

## 書籍

### 著書
- モデル/女優 大桑マイミの美人アロマ（2010年4月9日、インフォレスト）